# フリードリヒ・アウグスト・フォン・カウルバッハ
フリードリヒ・アウグスト・フォン・カウルバッハ（Friedrich August von Kaulbach、1850年6月2日 - 1920年7月26日）はドイツの画家。

## 略歴
ミュンヘンに生まれた。父親は後にハノーファー王国の宮廷画家に任じられたフリードリヒ・カウルバッハである。弟に画家のジグモント・カウルバッハ、異母弟にアントン・カウルバッハがいる。ニュルンベルクの王立美術学校に学び、1871年にミュンヘンに戻った。フランツ・フォン・レンバッハやフランツ・フォン・シュトゥックらに次ぐミュンヘンの将来を嘱望される画家となり、肖像画家として最高の報酬を得た画家の一人となった。ドイツやアメリカの上流階級の人々から依頼をうけて肖像画を描いた。パリに滞在した後、1886年にミュンヘン美術学校の校長となった。ベルリン美術アカデミーの会員も務めた。娘のヘッダは彫刻家のシュタードラー（Toni Stadler）と結婚し、マチルデは画家のマックス・ベックマンと結婚した。
保守的なミュンヘン芸術家組合（Münchner Künstlergenossenschaft）から脱退したフランツ・フォン・レンバッハによって作られたグループ、"Allotria"（Künstlergesellschaft Allotria）のメンバーとなった。
1893年にバイエルン州オーバーバイエルンのオールシュタット（Ohlstadt）に夏を過ごす別荘を建て、後にカウルバッハの作品を展示する美術館となった。

## 作品

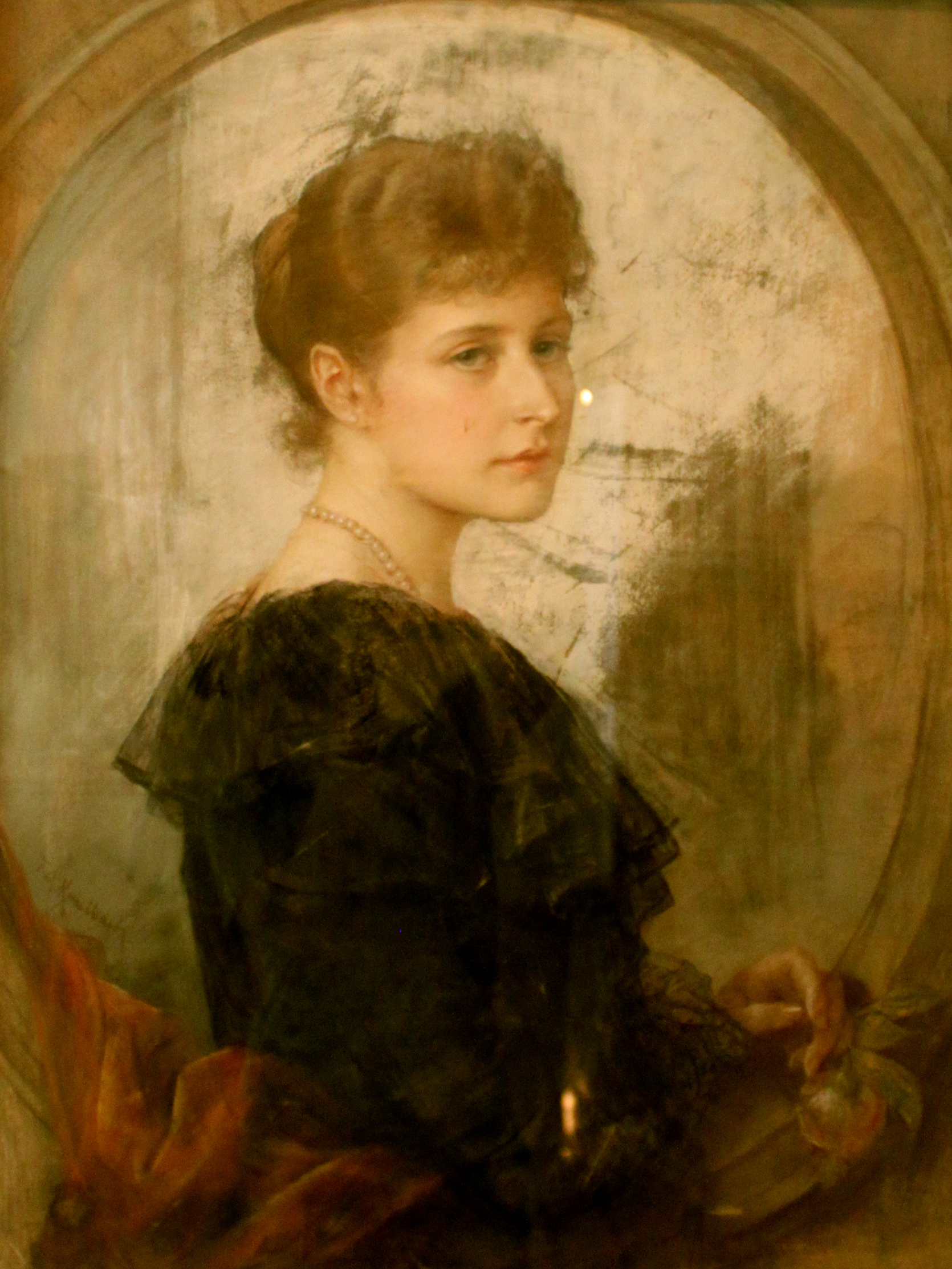
アレクサンドラ・フョードロヴナ
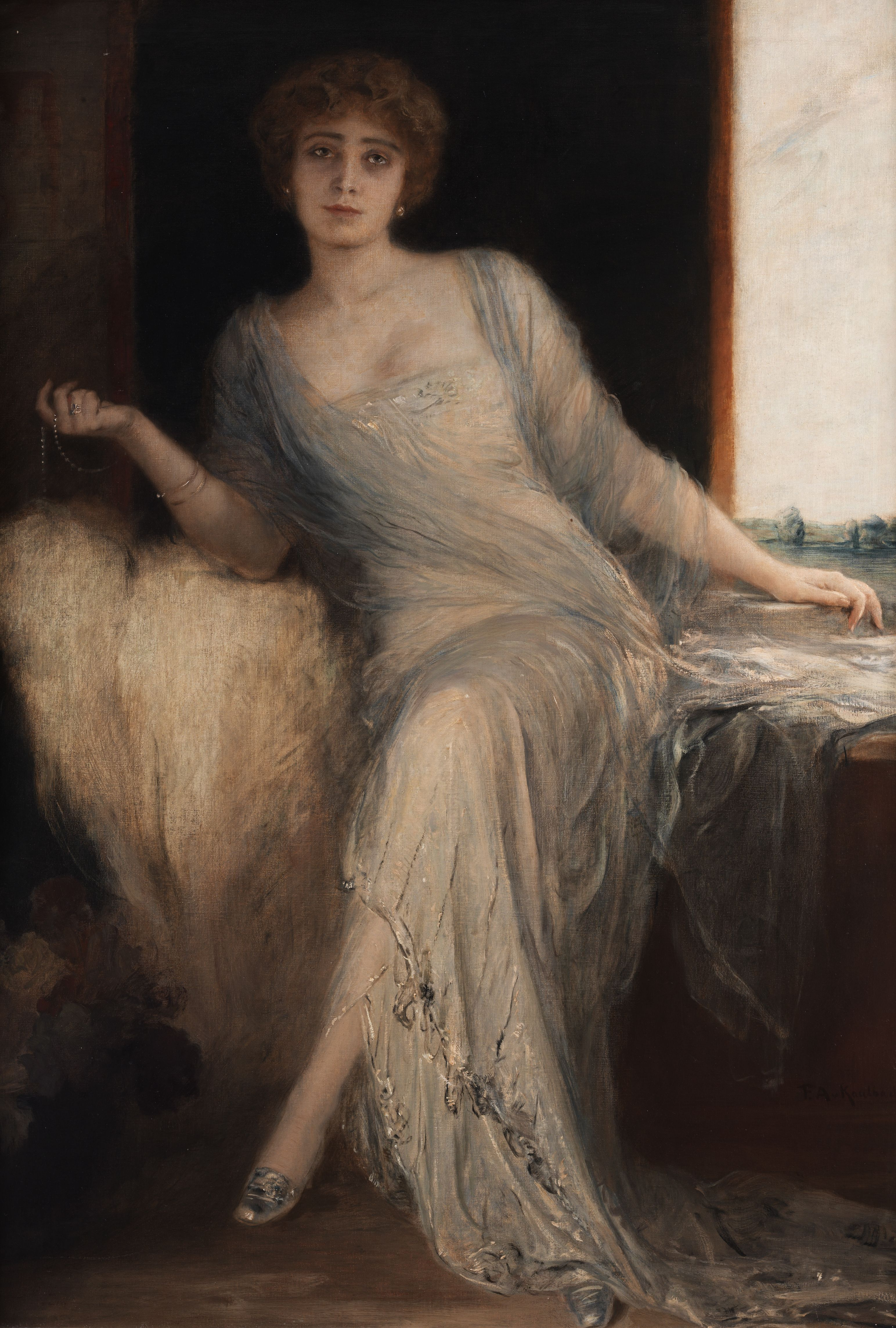
「座っている女性」
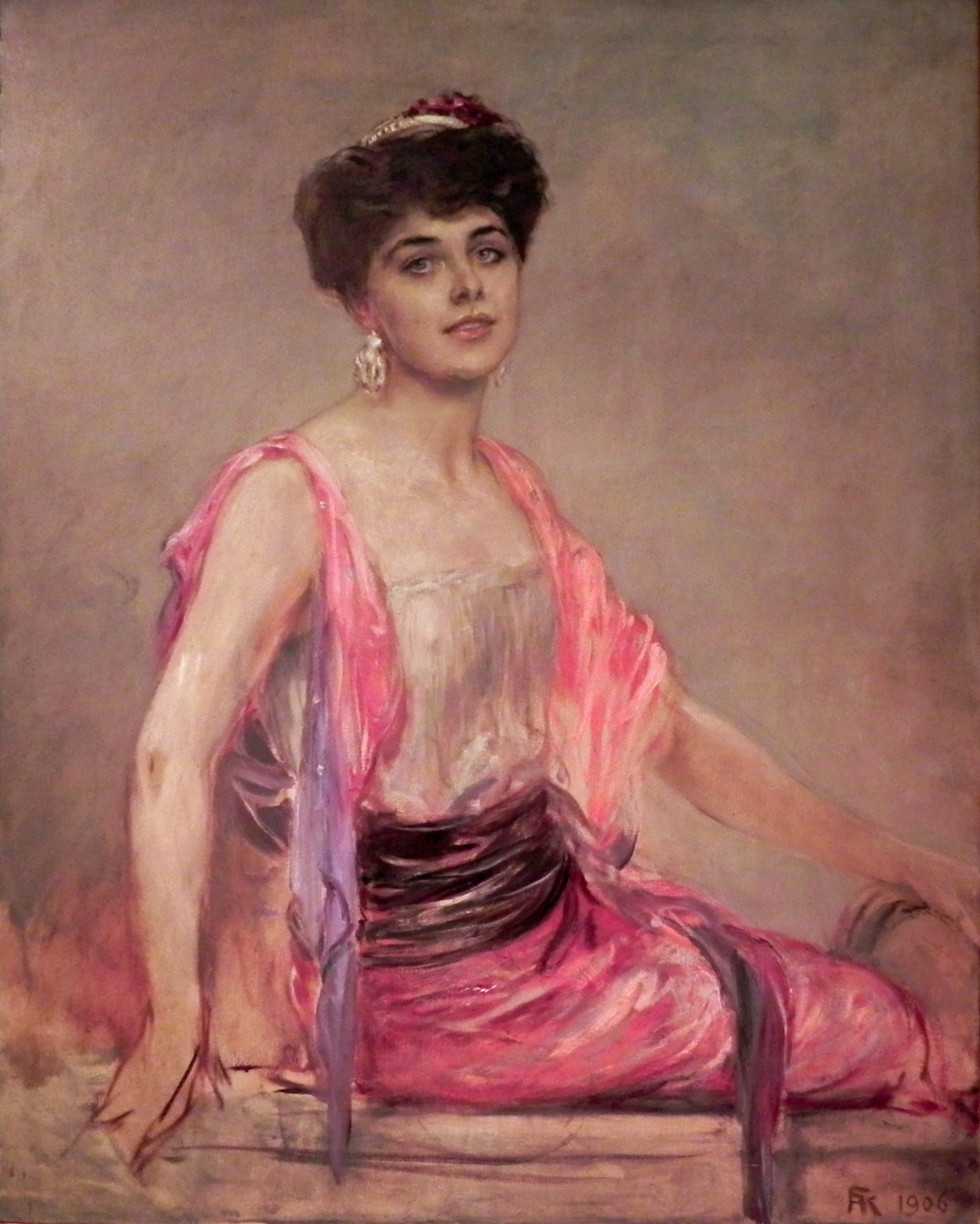
歌手ジェラルディン・ファーラー
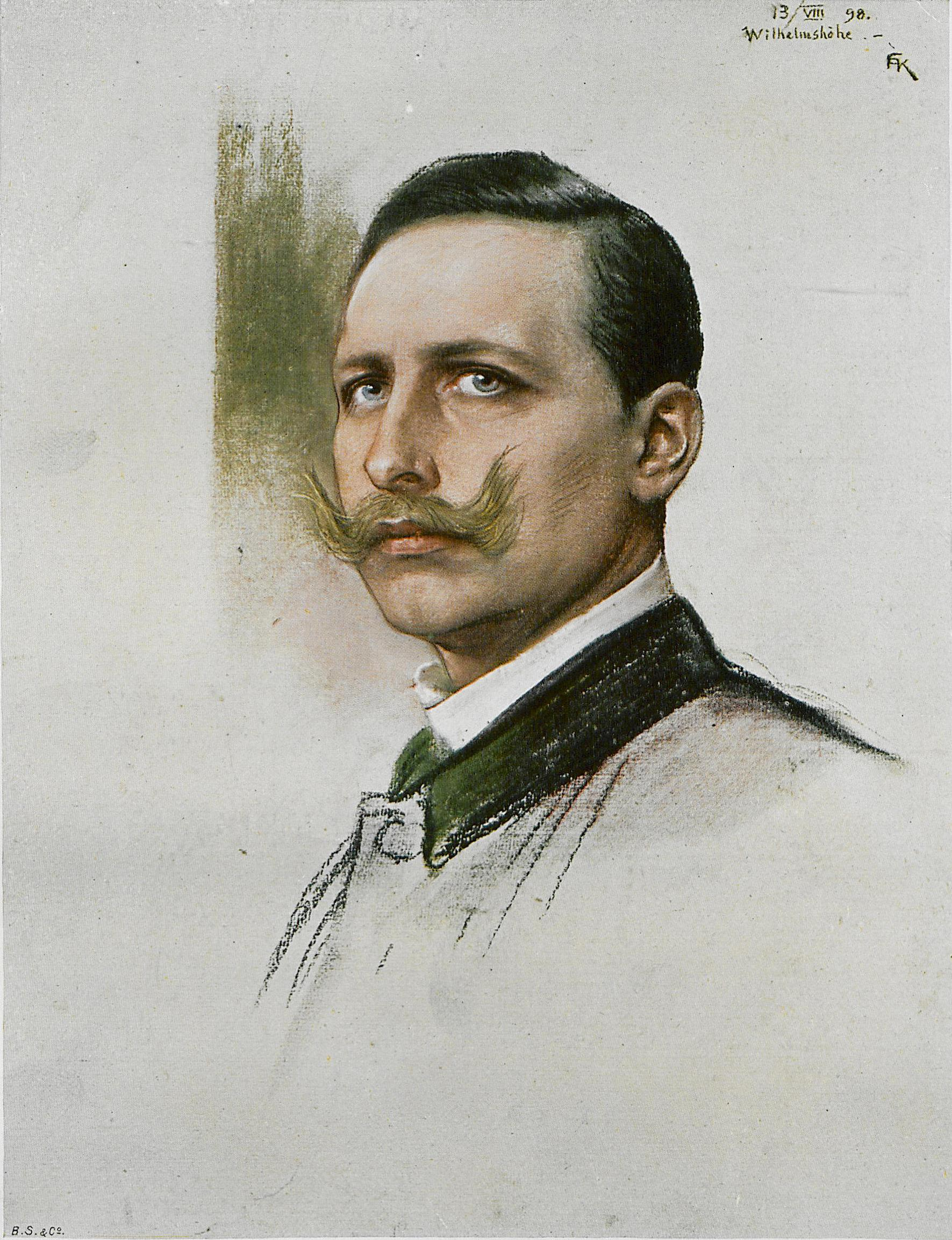
ヴィルヘルム2世